# 切薩皮克比奇 (馬里蘭州)
切薩皮克比奇（英語：Chesapeake Beach）是一個位於美國馬里蘭州卡爾弗特縣的市鎮。

## 人口
根據2020年美國人口普查的數據，切薩皮克比奇的面積為7.21平方千米，當中陸地面積為6.97平方千米，而水域面積為0.23平方千米。當地共有人口6356人，而人口密度為每平方千米882人。